# خوزه لوئیس فریازا
خوزه لوئیس فریازا (انگلیسی: José Luis Friaza؛ زادهٔ ۱۲ مهٔ ۲۰۰۲) بازیکن فوتبال اهل اسپانیا است که در پست مهاجم برای الچه سی اف ایلیسیتانو بازی می‌کند.